# Милькеев, Евгений Лукич
Евгений Лукич Милькеев (1815 — около 1845) — русский поэт.

## Биография
Родился в 1815 году в Тобольске в бедной семье. Отца лишился в трёхлетнем возрасте, остался с матерью в нищете. В семь лет поступил в Тобольское уездное четырёхклассное училище, по окончании которого стал писарем в одной из канцелярий. Имел тягу к знаниям, однако читал мало. По басням Крылова познавал азы стихосложения, пытался сочинять сказки в стихах. В 1833 году был назначен помощником столоначальника канцелярии Главного управления Западной Сибири в низшем чине коллежского регистратора.
В 1837 году в Тобольск со свитой приехал великий князь и наследник, будущий император Александр II, которого в качестве учителя сопровождал поэт Василий Андреевич Жуковский, и Милькеев, человек чрезвычайно застенчивый, пришёл к нему с тетрадкой своих стихов. Жуковский высоко оценил его способности и подыскал ему должность в Москве, которая позволяла молодому поэту заняться учёбой. Всячески опекая Милькеева, Жуковский вводил его в литературные круги. Но летом того же года Милькеев уехал на родину, где жила его старая мать. Он продолжал служить в канцелярии и усердно занимался по книгам, присланным ему Жуковским.
Весной 1839 года он переселяется в Москву и поступает на службу к московскому губернатору Сенявину, активно посещает литературные салоны. Славянофилы (А. С. Хомяков, С. П. Шевырёв) возлагали на Милькеева больше надежды, считая его талантливым молодым поэтом. В журнале «Современник» под псевдонимом «Эм-в» Милькеев печатает свои лирические произведения, поэму «Абалак» и «Сцену Канцелярную». В 1843 году его стихотворения вышли отдельным сборником, но критика приняла их прохладно, упрекая начинающего автора в графоманстве, эпигонстве и отсутствии таланта.
Физическое здоровье и моральное состояние Милькеева к тому времени было надломлено постоянными лишениями, связанными с неудачей на литературном поприще, и в 1845 году он покончил жизнь самоубийством.

## Избранные стихотворения
- Утешение
- Демон
- Титан
- «С туч, беременных дождями…»
- Вавилон
- «День рассеянный, день нестройный…»
- Свет
- «Как ветер закрутит мгновенно прах летучий…»
- Смертному
- К портрету Пушкина
- Рекрут
- Участь